# 이란-이스라엘 전쟁 휴전
2025년 이란-이스라엘 전쟁 휴전은 이란-이스라엘 전쟁의 2025년 6월 24일 아침에 시작된 단계적 휴전이었다. 그 휴전은 미국과 카타르가 중재했다.
전날 밤, 미국 대통령 도널드 트럼프는 이란-이스라엘 전쟁 중 이란과 이스라엘 간의 휴전 협정이 다음 날 실시될 법 하도록 원고를 썼다. 이란의 외무장관 아바스 아라그치는 제안이 하나도 협의되지는 않았으나 테헤란 시간(UTC+03:30)으로 4시보다 늦지 않게 이스라엘이 같이 적대 행위를 중단한다면 이란이 군사 활동을 중단할 법하다고 말했다. 테헤란 시간으로 7시보다 몇 시간 전에 이란의 방공은 베르셰바에 다른 연속 미사일을 발사하면서 그 수도에 대한 이스라엘의 계속되는 타격에 대응했다.
2025년 6월 26일 현재, 휴전이 알맞은 자리로 돌아간다.

## 시계열
2025년 6월 23일, 미국의 이란 핵 시설 타격에 대응하여 이란은 협상을 쉽게 하고 총포 구경 측정의 체면을 세우는 행동으로 카타르의 알 우데이드 공군 기지에 미사일을 발사했다. 그 타격에 잇달아, 트럼프는 미국에 미리 통보하고 보복의 범위를 제한한 것에 관하여 이란에게 감사하면서 휴전을 향해 열려 있음을 표했고, '아주 약한 대응'이라고 부르면서 그 타격 때문에 일어난 충격이 거의 없다는 것에 주목했다.
그 직후, 트럼프는 트루스소셜에 이스라엘과 이란이 미국과 카타르가 내 놓은 공동 휴전에 협의했고 모든 당사국들에게 그 협정을 지지하도록 간청했다고 명시했다. 현지 시각으로 정오쯤에 이스라엘 방위군 대변인 에피 네프린은 그 날 아침 휴전이 실시되었다고 말했다. 트럼프는 양측이 자신들이 한 일을 몰랐다고 주장하면서 휴전을 지지하지 않아서 스스로 실망을 표할 때, tv 생방송에서 망할 놈이라고 말했다. 휴전을 향한 양 당사국들은 그 휴전은 자국 관계에서 일어났다고 주장했다.
휴전의 시작은 팽팽했다. 휴전이 발효된 지 세 시간 후에 이스라엘 방위군은 미사일 두 개가 이스라엘 북부에 발사돼서 격추되었다고 주장했다. 이에 반응하여 이스라엘의 제트기가 테헤란 북부의 이란 레이더를 타격했다. 트럼프의 베냐민 네타냐후 이스라엘 총리에 대한 일부 계속되는 개입 덕분에, 6월 26일 현재, 휴전이 유지되었다.

## 지목된 위반 및 탈선 행위

### 이란
이스라엘은 현지 시각 6월 24일 10:30에 이스라엘 북부에 차단된 미사일 2개를 발사함으로써 휴전을 위반했다고 주장했다.

### 이스라엘
이란은 이스라엘이 현지 시각 9시까지 이란을 향한 타격을 계속했다고 주장했다. 하탐-알 안비야 중앙 본부 대변인인 중령 에브라힘 졸파카리는 이스라엘이 드론을 이용하여 이란 영공을 침입해서 6월 24일 아침 이래로 여러 위치에 공격을 개시했다고 주장했다.

## 당사국들의 휴전 성격 묘사

### 이란
마수드 페제시키안 대통령은 자신이 '대승'이라고 부르는 바를 칭찬하는 일장 연설을 했다. 이란 매체는 그 휴전이 이스라엘 주둔지에 대한 네 공격진과 적의 1차 전략 목표를 파괴한 최고국가안전보장회의 이후에 '적국'에 부과되었다고 주장했다. 그 정부는 그 목표와 함께 사회의 응집력과 시민의 연대를 강조하면서 그 원상 회복력을 전해 주려고 애썼다. 일부 보도는 온건한 성직 정치 인물들이 휴전을 그에 앞서 알리 하메네이에게 촉구했는데, 그 인물들 중에 전 대통령 하산 로하니, 최고 지도자 고문 알리 라리자니, 체제이익 진단회의 위원장 사디크 라르자니가 있다는 것을 암시한다. 이들 중 일부는
후자가 신중하게 공을 치는 협상가 자리에 머무르게 한다면, 최고 지도자를 출장 못하게 하거나 축출하기를 숙고했다는 소문이 돈다.
휴전에 잇따라, 이란의 고관들은 핵확산방지조약을 향한 미래 공약에 의심을 나타냈다. 외무장관 아라그치와 그 외 공무원들은 이란이 핵확산방지조약에 응하기를 그만둘 수도 있다고 신호하는데, 그 위협은 되풀이됐으나 날짜가 기입되도록 전혀 이행되지는 않았다. 의회 중 국가안보위원회는
이란의 불충분한 투명성을 단언한 5월의 국제 원자력 기구 보고서를 이스라엘이 그 타격을 정당화하는 데 이용했다고 주장했다.
6월 26일, 최고 지도자 아야톨라 알리 하메네이는 미국에게 미래의 공격을 경고하려고 녹화된 10분 연설에서 다시 나왔고, 자신이 참여하지 않은 휴전은 말하지 않았다. 전략적 피해에 비추어, 이란은 12일 전쟁을 견디어냈으나, 예루살렘 포스트는 하메네이의 '결정적 승리' 주장은 물론 연설 자체도 망상적이라 생각했다. 하메네이는 미국의 타격이 아무것도 중대한 것을 하지 못해서 미국은 전쟁에서 아무것도 얻지 못했다고 주장하고, 이란은 '전혀 항복하지' 않겠다고 공공연하게 반항하여 선언했다.

### 이스라엘
네타냐후 총리는 이스라엘의 성공이 여러 세대 동안 견디던 이란의 핵 및 탄도 미사일 야욕에 대한 '역사적 승리'를 나타냈다고 주장하면서 그 휴전이, 그 성공을 확실시하는 것이라고 불러 축하했다.

## 중재국들의 휴전 성격 묘사

### 미국
대통령 트럼프는 그 휴전이 '모든 이를 위한 승리'라고 생각했으나, 미국의 행동이 새 핵 협정의 필요성을 줄였다고 운을 달면서, 자신에게 미래의 다시 계속되는 타격으로 기꺼이 이란의 설계를 선취하겠다는 마음가짐이 있음을 강조했다.

### 카타르
카타르 외무장관은 이란의 영공 침입은 지역의 위험한 격화라고 다시 단언하고 그 노력을 트럼프 대통령 각하에게 감사하면서, 중재자로서 제 역할을 말하지 않고 휴전을 환영하는 간결한 성명을 냈다.

## 세계 반응
미국과 유럽의 항공사들의 주식은 6월 24일 화요일 올랐다. 원유의 흐름은 교란되지 않고 유가는 유지되어 여러 주중 최저가에 가깝게 되어서, 금융 시장은 휴전 유지로 가격이 매겨졌다. 유럽 연합 국채 수익률은 보합세였다. 한 국제 주가 지수는 비싼 기록을 휩쓸었고, 달러의 안정된 피난처에서 벗어나 다시 더 많은 위험을 떠안기를 계속했다.
유엔 사무총장 안토니우 구테흐스는 소셜 미디어 게시물에서 양측이 휴전을 존중하도록 촉구했고, 휴전이 그 지역 내에서 확장됐으면 좋겠다는 솔직한 기대를 표했다. 국제 원자력 기구 사무총장 라파엘 그로시도 외교가 해법임을 강조하면서 테헤란에 협력하도록 촉구했다. 이란 의회는 다음 날 모든 협력을 끝내도록 이란 핵 에너지 기구에 찬성 투표를 했다.
이란의 준공영 메흐르 뉴스통신사는 이란 영공이 협정 세계시 6월 25일 수요일 10:30에 다시 열릴 법하다고 공표했다. 벤구리온 공항이 전적 운용으로 복귀하자마자, 플라이두바이(아랍에미리트), 투스 항공(키프로스) 블루버드 항공(그리스)이 서비스를 다시 계속하겠다고 공표했고, 하이난 항공(중국)은 일요일에 전례를 따르리라고 예상된다.

## 분석
전쟁연구소의 보고서는 그 타격들이 그 정권을 무너뜨리려는 노력을 반영하기보다는 저항에 대한 비용 부과에 한정되었는데도, 이스라엘이 중대 목표를 성취하도록 허락하면서 이스라엘의 작전이 이란 정부가 강제로 휴전을 수용하지 않을 수 없게 했다고 추단했다. 이를 지지하여, 이스라엘은 이란 수도 테헤란의 시설들에 대부분 집중하면서, 체계적으로 전국을 기초로 한 국내 안보를 표적으로 삼지 않았다. 그 대신에 이스라엘은 그 정권이 그 운동을 다시 계속하거나 확장하기를 결정할 경우, 그 정권에 대한 신뢰할 수 있는 위협을 예증하려고 애썼다고 그 보고서는 종결지었다. 과학국제안보연구소의 평가를 인용하면서, 전쟁연구소는 '그렇게 많은 원심분리기와 시설의 손실'은 가까운 장래까지 핵 활동을 방해하리라고 산정하면서, 이란의 농축 역량이 미국과 이스라엘의 타격으로 몹시 줄어들었다고 평가했다. 이스라엘의 발사대에 대한 제지와 공격은 이란이 강제로 더 '적고 작은' 탄막을 믿지 않을 수 없게 하면서 이스라엘에 대한 탄도 미사일 강습의 부피를 줄였다. 이러한 이스라엘의 노력은 이 이상 이란이 굴복하지 않을 수 없게 했다.